# 108201 Di Blasi
108201 Di Blasi este un asteroid din centura principală de asteroizi.

## Descriere
108201 Di Blasi este un asteroid din centura principală de asteroizi. A fost descoperit pe 27 aprilie 2001 la observatorul astronomic din Farra d'Isonzo. Asteroidul prezintă o orbită caracterizată de o semiaxă mare de 2,69 ua, o excentricitate de 0,21 și o înclinație de 4,5° în raport cu ecliptica.